# Maiski (Chabarowsk)
Maiski (russisch Ма́йский) ist eine Siedlung städtischen Typs in der Region Chabarowsk (Russland) mit 1951 Einwohnern (Stand 1. Oktober 2021).

## Geographie
Der Ort liegt etwa 380 km Luftlinie östlich des Regionsverwaltungszentrums Chabarowsk auf der Halbinsel zwischen den Buchten Sapadnaja („Westbucht“) und Jugosapadnaja („Südwestbucht“), die den inneren Teil der Sowetskaja-Gawan-Bucht („Sowjethafen“, früher Imperatorskaja Gawan, „Kaiserhafen“) am Japanischen Meer bilden.
Maiski gehört zum Rajon Sowetsko-Gawanski und ist von dessen Verwaltungssitz Sowetskaja Gawan etwa 7 km in nordwestlicher Richtung entfernt. Es ist Sitz und einzige Ortschaft der Stadtgemeinde Rabotschi possjolok Maiski. Zum Ort gehört eine größere, etwa 3 km östlich gelegene frühere Militärsiedlung mit (heute inoffiziellem) Namen Bjaude.

## Geschichte
Der Ort entstand in den 1950er-Jahren im Zusammenhang mit der Errichtung eines Wärmekraftwerkes (russisch GRES) am Ufer der Sapadnaja-Bucht für die Versorgung des Gebietes um Sowetskaja Gawan und Wanino. Das Kraftwerk und die zugehörige Arbeitersiedlung als  Stadtteil von Sowetskaja Gawan trugen zunächst den Namen DESNA (Akronym von Dalnewostotschnaja elektrostanzija spezialnowo nasnatschenija, russisch für  Fernöstliches Kraftwerk für besondere Verwendung).
1959 wurde der Ort als eigenständige Siedlung städtischen Typs ausgegliedert und nach dem nordwestlich in die Sapadnaja-Bucht mündenden Fluss Mai als Maiski benannt; das Wort mai steht auch im Russischen für den Monat, hat aber in diesem Fall keinen Bezug zum Fluss- und Ortsnamen. 1970 wurde auch das Kraftwerk in Maiskaja GRES umbenannt.

### Bevölkerungsentwicklung
| Jahr | Einwohner |
| ---- | --------- |
| 1959 | 6737      |
| 1970 | 4394      |
| 1979 | 4293      |
| 1989 | 4204      |
| 2002 | 2970      |
| 2010 | 2598      |
| 2021 | 1951      |

Anmerkung: Volkszählungsdaten

## Verkehr
Etwa 1,5 km östlich des Zentrums der Siedlung Maiski liegt die Station Desna (in Anlehnung an den ursprünglichen Namen des Kraftwerks) bei Streckenkilometer 457 der Eisenbahnstrecke Komsomolsk am Amur – Sowetskaja Gawan. Sie dient nur dem Güterverkehr und ist Ausgangspunkt des Gleisanschlusses zum Wärmekraftwerk Maiskaja GRES. Die nächstgelegenen Personenbahnhöfe befinden sich in Sowetskaja Gawan und Wanino. Durch Maiski verläuft die Regionalstraße Chabarowsk – Sowetskaja Gawan, die nördlich der Siedlung, zwischen Maiski und Wanino, nach der Überquerung des Sichote-Alin-Gebirges die Küste des Japanischen Meeres erreicht.